# Surfleet
Surfleet – wieś i civil parish w Anglii, w hrabstwie Lincolnshire, w dystrykcie South Holland. Leży 52 km na południowy wschód od Lincoln i 148 km na północ od Londynu.
W 2011 roku civil parish liczyła 1338 mieszkańców. Surfleet jest wspomniana w Domesday Book (1086) jako Suerefelt.